# Upplands runinskrifter 4
Upplands runinskrifter 4 är en vikingatida runsten av sandsten som hittades på Björkö, Adelsö socken och Ekerö kommun. Dotter, som är den kvinna som lät göra denna minnesvård, är ett kvinnonamn som inte är känt från någon annan runinskrift. Stenen förvaras på SHM.

## Inskriften
Translitterering av runraden:
tutiʀ ' baþ karua kubl ÷÷ þita ' aft ' iuta ÷
Normalisering till runsvenska:
Dottiʀ bað gærva kumbl þetta aft Iuta.
Översättning till nusvenska:
Dotter lät göra denna vård till minne av Jute.